# Tetrisia (Lepidoptera)
Tetrisia es un género de lepidópteros de la familia Erebidae. Es un homónimo inválido de un género de insectos hemípteros de la familia Plataspidae. Contiene una sola especie, T. florigera.

## Especies
- Tetrisia florigera Walker, 1867